# 朝阳镇 (灵璧县)
朝阳镇，是中华人民共和国安徽省宿州市灵璧县下辖的一个乡镇级行政单位。

## 行政区划
朝阳镇下辖以下地区：
周庄村、赵庄村、嶂渠村、杨桥村、旗杆村、戚楼村、裴集村、孟邵村、陆圩村、李寨村、京渠村、大湖村、崔巷村、崔楼村、朝阳村、韩家村和园艺一厂生活区。